# 裂毛杜鹃
裂毛杜鹃（学名：Rhododendron simulans），为杜鹃花科杜鹃花属下的一个植物种。